# Communauté d'agglomération du Bassin de Brive
Cet article concerne une intercommunalité du département de la Corrèze. Pour la région naturelle du Limousin, voir Bassin de Brive.
Ne doit pas être confondu avec Communauté d'agglomération de Brive ou Club athlétique Brive Corrèze Limousin.
La communauté d'agglomération du Bassin de Brive (CABB) ou Agglo de Brive est une communauté d'agglomération française, située dans le département de la Corrèze en région Nouvelle-Aquitaine.

## Historique

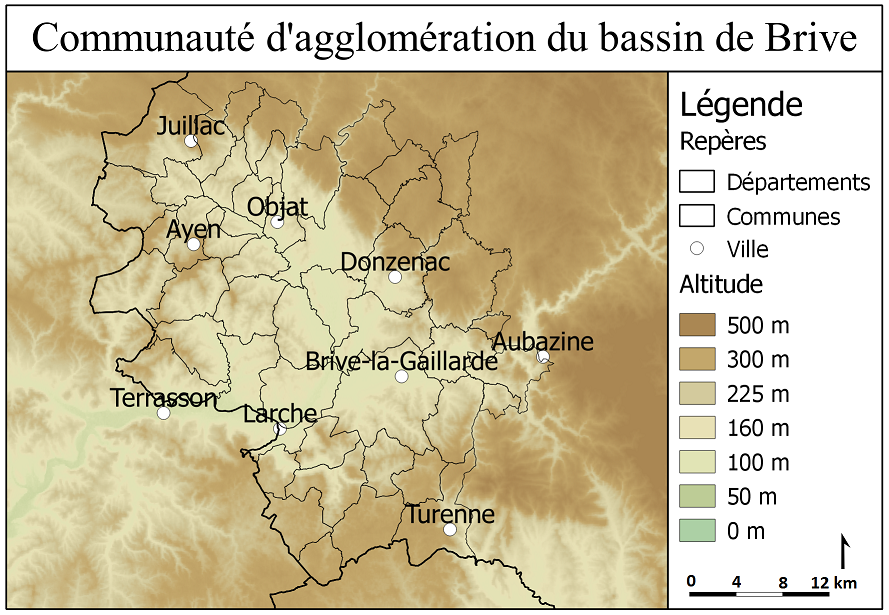
Carte de la CAB.

La communauté d'agglomération du Bassin de Brive résulte de la fusion au 1er janvier 2014 de la communauté d'agglomération de Brive avec les communautés de communes de Juillac-Loyre-Auvézère, du Pays de l'Yssandonnais, des Portes du Causse, Vézère-Causse, ainsi que quatre des six communes de la communauté de communes des trois A : A20, A89 et Avenir, et les communes isolées d'Ayen et Segonzac. Ce nouvel ensemble compte désormais environ 107 000 habitants.
Le 1er janvier 2016, la communauté d'agglomération compte une commune de moins à la suite de la fusion des communes de Malemort-sur-Corrèze et Venarsal, créant la commune nouvelle de Malemort.

### Géographie

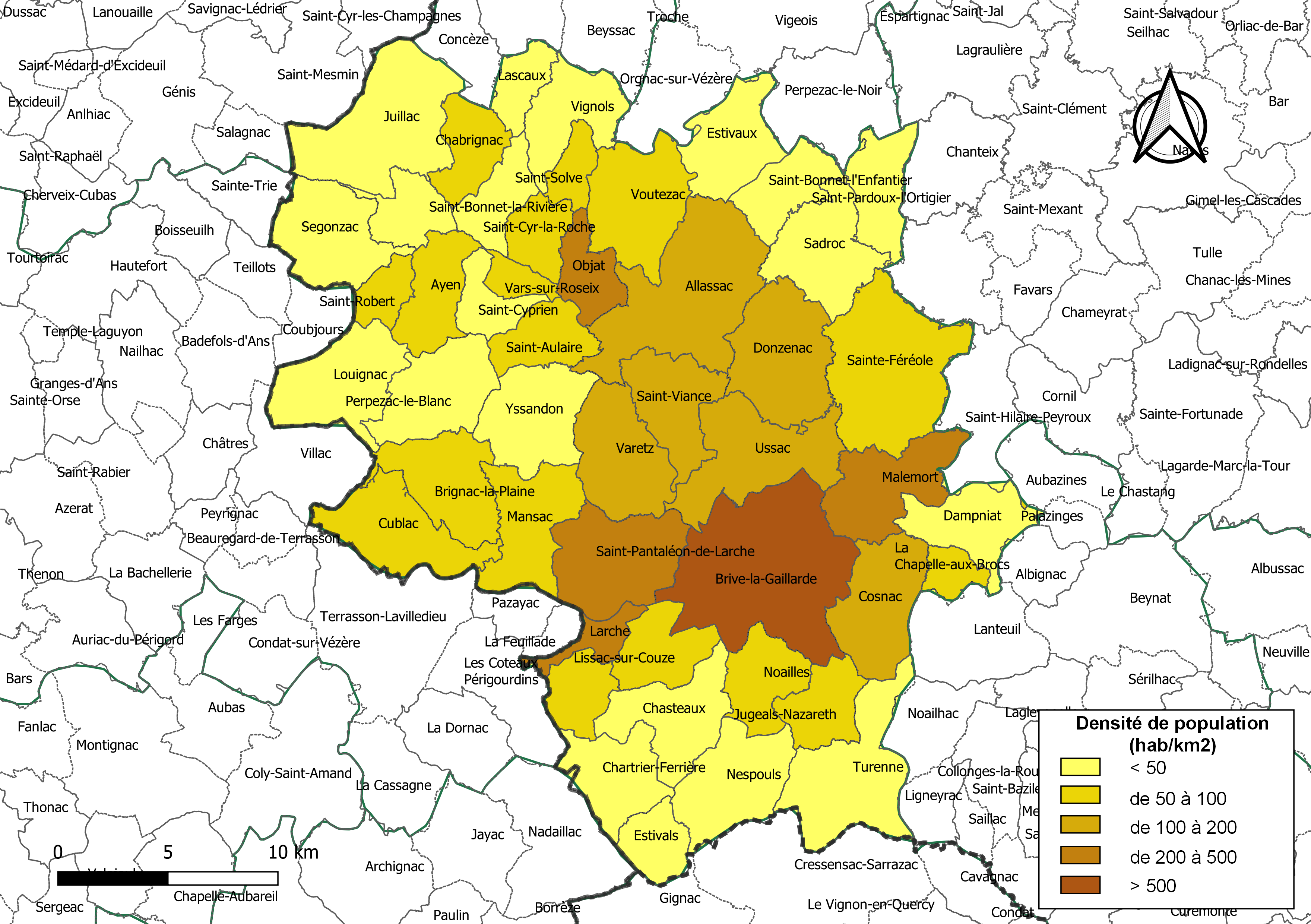
Carte des densités de population (millésimée 2016) des communes de la communauté d'agglomération du Bassin de Brive.
Composition en communes au 1er janvier 2019.

## Territoire communautaire

### Composition
La communauté d'agglomération est composée des 48 communes suivantes :

| Nom                        | Code Insee | Gentilé              | Superficie (km2) | Population (dernière pop. légale) | Densité (hab./km2) |
| -------------------------- | ---------- | -------------------- | ---------------- | --------------------------------- | ------------------ |
| Brive-la-Gaillarde (siège) | 19031      | Brivistes            | 48,59            | 46 769 (2022)                     | 963                |
| Allassac                   | 19005      | Allassacois          | 39,01            | 4 050 (2022)                      | 104                |
| Ayen                       | 19015      | Ayennois             | 13,16            | 712 (2022)                        | 54                 |
| Brignac-la-Plaine          | 19030      | Brignacois           | 18,72            | 967 (2022)                        | 52                 |
| Chabrignac                 | 19035      | Chabrignacois        | 11,04            | 528 (2022)                        | 48                 |
| La Chapelle-aux-Brocs      | 19043      | Chapellois           | 4,99             | 460 (2022)                        | 92                 |
| Chartrier-Ferrière         | 19047      | Chartriens           | 15,16            | 377 (2022)                        | 25                 |
| Chasteaux                  | 19049      | Castellois           | 18,75            | 747 (2022)                        | 40                 |
| Cosnac                     | 19063      | Cosnacois            | 19,98            | 3 042 (2022)                      | 152                |
| Cublac                     | 19066      | Cublacois            | 20,18            | 1 730 (2022)                      | 86                 |
| Dampniat                   | 19068      | Dampniacois          | 15,38            | 707 (2022)                        | 46                 |
| Donzenac                   | 19072      | Donzenacois          | 24,24            | 2 714 (2022)                      | 112                |
| Estivals                   | 19077      | Estivalais           | 8,88             | 136 (2022)                        | 15                 |
| Estivaux                   | 19078      |                      | 16,58            | 408 (2022)                        | 25                 |
| Jugeals-Nazareth           | 19093      | Jugealiens-Nazaréens | 10,95            | 951 (2022)                        | 87                 |
| Juillac                    | 19094      | Juillacais           | 33,14            | 1 147 (2022)                      | 35                 |
| Larche                     | 19107      | Larchois             | 5,74             | 1 654 (2022)                      | 288                |
| Lascaux                    | 19109      | Lascautois           | 7,26             | 226 (2022)                        | 31                 |
| Lissac-sur-Couze           | 19117      | Lissacois            | 12,62            | 688 (2022)                        | 55                 |
| Louignac                   | 19120      |                      | 21,91            | 244 (2022)                        | 11                 |
| Malemort                   | 19123      |                      | 19,65            | 7 995 (2022)                      | 407                |
| Mansac                     | 19124      | Mansacois            | 18,4             | 1 542 (2022)                      | 84                 |
| Nespouls                   | 19147      | Nespoulois           | 20,14            | 641 (2022)                        | 32                 |
| Noailles                   | 19151      | Noaillais            | 12,57            | 945 (2022)                        | 75                 |
| Objat                      | 19153      | Objatois             | 9,57             | 3 737 (2022)                      | 390                |
| Perpezac-le-Blanc          | 19161      | Perpezacois          | 19,42            | 431 (2022)                        | 22                 |
| Rosiers-de-Juillac         | 19177      |                      | 9,85             | 175 (2022)                        | 18                 |
| Sadroc                     | 19178      | Sadrocois            | 19,26            | 1 000 (2022)                      | 52                 |
| Saint-Aulaire              | 19182      | Saint-Aulairiens     | 10,79            | 769 (2022)                        | 71                 |
| Saint-Bonnet-l'Enfantier   | 19188      | Saint-Bonnetois      | 11,78            | 413 (2022)                        | 35                 |
| Saint-Bonnet-la-Rivière    | 19187      |                      | 10,11            | 404 (2022)                        | 40                 |
| Saint-Cernin-de-Larche     | 19191      | Saint-Cerninois      | 9,15             | 678 (2022)                        | 74                 |
| Saint-Cyprien              | 19195      | Cypriannais          | 7,86             | 393 (2022)                        | 50                 |
| Saint-Cyr-la-Roche         | 19196      | Saint-Cyriens        | 8,24             | 458 (2022)                        | 56                 |
| Saint-Pantaléon-de-Larche  | 19229      | Saint-Pantaléonnais  | 23,47            | 5 006 (2022)                      | 213                |
| Saint-Pardoux-l'Ortigier   | 19234      | Saint-Pardousiens    | 12,98            | 486 (2022)                        | 37                 |
| Saint-Robert               | 19239      | Saint-Robertois      | 6,08             | 294 (2022)                        | 48                 |
| Saint-Solve                | 19242      |                      | 5,84             | 451 (2022)                        | 77                 |
| Saint-Viance               | 19246      |                      | 16,23            | 1 888 (2022)                      | 116                |
| Sainte-Féréole             | 19202      | Flégéolois           | 35,58            | 2 060 (2022)                      | 58                 |
| Segonzac                   | 19253      |                      | 20,21            | 201 (2022)                        | 9,9                |
| Turenne                    | 19273      | Turennois            | 28,03            | 803 (2022)                        | 29                 |
| Ussac                      | 19274      | Ussacois             | 24,63            | 4 271 (2022)                      | 173                |
| Varetz                     | 19278      | Varetziens           | 20,38            | 2 436 (2022)                      | 120                |
| Vars-sur-Roseix            | 19279      | Varsois              | 4,26             | 409 (2022)                        | 96                 |
| Vignols                    | 19286      | Vignolais            | 15,41            | 529 (2022)                        | 34                 |
| Voutezac                   | 19288      | Voutézacois          | 22,38            | 1 243 (2022)                      | 56                 |
| Yssandon                   | 19289      | Yssandonnais         | 20,17            | 696 (2022)                        | 35                 |

### Démographie
| 1968   | 1975   | 1982   | 1990   | 1999   | 2010    | 2015    | 2021    |
| ------ | ------ | ------ | ------ | ------ | ------- | ------- | ------- |
| 83 575 | 91 424 | 96 076 | 98 048 | 99 572 | 107 794 | 107 955 | 108 107 |

## Administration

### Siège
Le siège de la communauté d'agglomération est situé à Brive-la-Gaillarde.

### Les élus
Le conseil communautaire de la communauté d'agglomération se compose de 92 conseillers, représentant chacune des communes membres et élus pour une durée de six ans.
Ils sont répartis comme suit :
| Nombre de conseillers | Communes                         |
| --------------------- | -------------------------------- |
| 34                    | Brive-la-Gaillarde               |
| 5                     | Malemort                         |
| 3                     | Saint-Pantaléon-de-Larche, Ussac |
| 2                     | Allassac, Cosnac, Objat          |
| 1 (+1 suppléant)      | les 41 autres communes           |

### Présidence
Elle est présidée par Frédéric Soulier, maire de Brive-la-Gaillarde.
| Période      | Période    | Identité         | Étiquette | Qualité                                   |
| ------------ | ---------- | ---------------- | --------- | ----------------------------------------- |
| janvier 2014 | avril 2014 | Philippe Nauche  | PS        | Maire de Brive-la-Gaillarde (2008-2014)   |
| avril 2014   | En cours   | Frédéric Soulier | UMP-LR    | Maire de Brive-la-Gaillarde (depuis 2014) |

### Compétences
- Développement économique
- Aménagement de l'espace communautaire
- Transports
- Équilibre social de l'habitat
- Politique de la ville
- Voirie d'intérêt communautaire
- Assainissement
- Déchets ménagers
- Protection et mise en valeur de l'environnement
- Eau

Par arrêté préfectoral du 15 mars 2016, toutes ses communes sont labellisées communes touristiques pour une période de cinq ans.

### Régime fiscal et budget
Le régime fiscal de la communauté d'agglomération est la fiscalité professionnelle unique (FPU).